# (1373) Cincinnati
(1373) Cincinnati es un asteroide que forma parte del cinturón exterior de asteroides y fue descubierto por Edwin Powell Hubble desde el observatorio del Monte Wilson, Estados Unidos, el 30 de agosto de 1935.

## Designación y nombre
Cincinnati recibió inicialmente la designación de 1935 QN.
Más adelante se nombró por el observatorio de Cincinnati, una estación astronómica de los Estados Unidos.

## Características orbitales
Cincinnati orbita a una distancia media del Sol de 3,42 ua, pudiendo acercarse hasta 2,344 ua y alejarse hasta 4,497 ua. Tiene una inclinación orbital de 38,94° y una excentricidad de 0,3147. Emplea en completar una órbita alrededor del Sol 2310 días.